# Carlos Suárez (basket-ball)
Pour les articles homonymes, voir Carlos Suárez (homonymie) et Suárez.
Carlos Suárez García-Osorio, né le 23 mai 1986 à Aranjuez en Espagne, est un joueur espagnol de basket-ball. Il mesure 2,02 m et évolue aux postes d'ailier et d'ailier fort.

## Biographie
Suárez joue avec l'équipe d'Espagne au Championnat d'Europe des 18 ans et moins à l'été 2004 (à Saragosse) et l'équipe remporte la compétition. Suárez signe avec Estudiantes Madrid à l'été 2004. Il fait ses débuts en Liga ACB le 27 octobre 2004.
À l'été 2005, Suárez participe au Championnat d'Europe des 20 ans et moins, mais l'équipe finit à la neuvième position. Lors de la saison 2005-2006, il est nommé meilleure « révélation » (espagnol : Jugador Revelación de la ACB) de la liga ACB. Lors de la saison 2009-2010, il est nommé meilleur joueur de la Liga ACB du mois de mars et est choisi dans la meilleure équipe du championnat (avec Juan Carlos Navarro, Ricky Rubio, Erazem Lorbek et Tiago Splitter).
En juillet 2010, Suárez est pre-sélectionné en équipe nationale. Il n'est toutefois pas dans la liste finale des joueurs qui participent au Championnat du monde 2010, l'entraîneur Sergio Scariolo lui préférant Fernando San Emeterio. En septembre 2010, il signe avec le Real Madrid pour un contrat de quatre ans. Il est nommé meilleur joueur du mois d'octobre.
Suárez et le Real remporte la Coupe du Roi en 2011.
Lors de la saison 2012-2013, Suárez remporte la Liga ACB avec le Real Madrid et échoue en finale de l'Euroligue de basket-ball 2012-2013 face à l'Olympiakos.
En août 2013, Suárez rejoint l'Unicaja Málaga. En février 2015, il signe une prolongation de contrat avec l'Unicaja jusqu'à la fin de la saison 2016-2017. En juin 2017, Suárez signe un nouveau contrat avec Málaga qui court jusqu'à la fin de la saison 2020-2021.

## Palmarès

### En club
- Vainqueur de la Coupe du Roi 2012 avec le Real Madrid.
- Vainqueur de la Supercoupe d'Espagne 2012 avec le Real Madrid.
- Champion d'Espagne en 2013 avec le Real Madrid.
- Vainqueur de l'EuroCoupe 2016-2017 avec l'Unicaja Málaga.

### Sélection nationale
- Champion d'Europe des moins de 18 ans en 2004.

### Distinctions personnelles
- Meilleur jeune de Liga ACB 2005-2006.
- Nommé dans le cinq majeur de Liga ACB 2009-2010.